# خالد العید
خالد العید (انگلیسی: Khaled Al-Eid؛ زادهٔ ۲ ژانویهٔ ۱۹۶۹) سوارکار سابق اهل عربستان سعودی است.